# Восстание Фомы Славянина
Восстание Фомы Славянина — крупнейшая гражданская война в истории Византийской империи, произошедшая в 821—823 годах.

## История

### Предпосылки
Формально причиной войны провозглашалось недовольство запрещением иконопочитания, фактически же причиной стали высокие налоги и притеснение крестьян новым классом динатов. Налоговый гнет, голод, эпидемии, землетрясения привели к массовому обнищанию городского и сельского населения.
Славянские общины Греции и Македонии отстаивали свою независимость, отказывались признавать над собой византийскую власть. Славяне пользовались поддержкой арабского населения.

### Начало

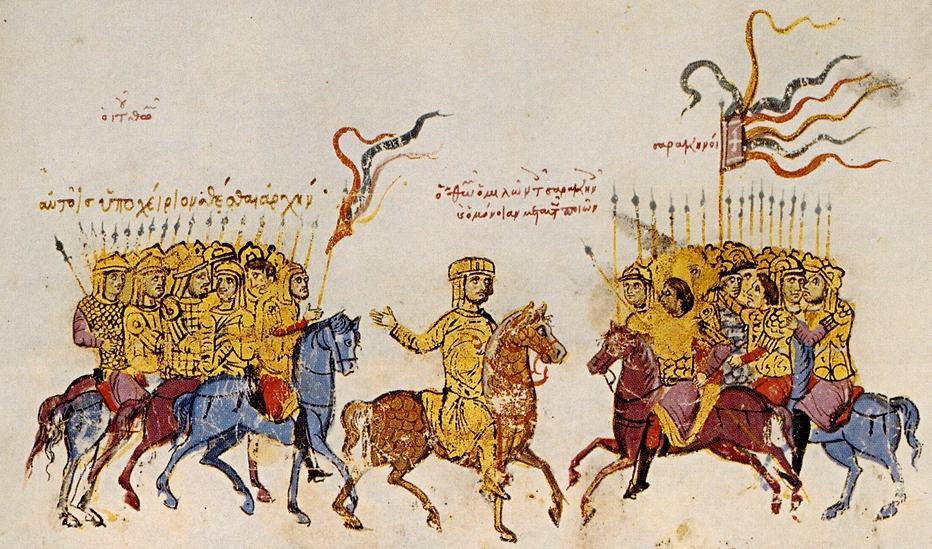
Фома Славянин договаривается о поддержке с арабами.

Когда Фома из Газиуры поднял в Малой Азии восстание, добиваясь захвата императорского престола Византии, он сразу же нашёл широкую поддержку в самых разнообразных слоях общества. Восстание охватило часть Малой Азии, а также балканские провинции Византийской империи, где был высок процент славянского населения (Македония, Фракия). Восстание пытались также использовать в своих интересах и византийские иконопочитатели, недовольные иконоборческой политикой императоров Льва V и Михаила II. Повстанческое движение быстро превратилось в настоящую гражданскую войну и привлекло к себе исключительное внимание византийских писателей и современников.
В рядах сторонников Фомы были арабы, персы, иберы, армяне, абасги, славяне, «гунны», геты, лазы и множество других народностей, восстание простиралось от границ Армении до побережья Эгейского моря.
Фома получил поддержку со стороны аббасидского халифа Мамуна. Он пообещал платить халифату в случае победы дань и передать ему некоторые пограничные территории. Фома был торжественно коронован в Антиохии «базилевсом ромеев» и назван «Константином». На сторону Фомы перешёл и флот Византии.

### Осада Константинополя

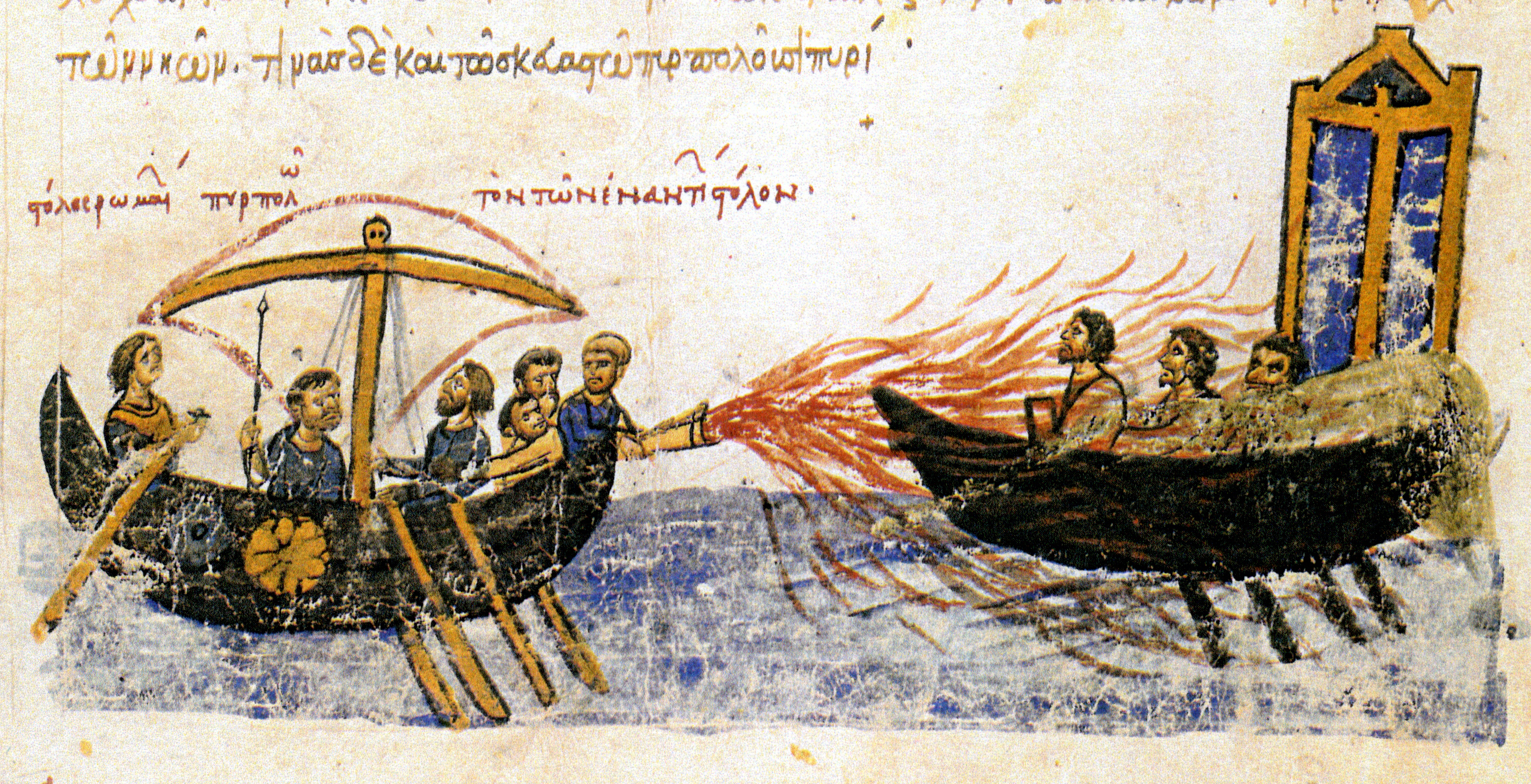
Против повстанцев применяется греческий огонь.

В декабре 821 года Фомой была начата осада Константинополя. Вёлся как сухопутный, так и морской бой, однако атака была отбита. Осаду пришлось временно снять и отложить до весны 822 года. Фома направлял просьбы о подкреплении в славянские области Греции. Оттуда было прислано в помощь ему ещё 350 судов.
Летом 822 года начался новый этап осады Константинополя. Однако суда Фомы постоянно терпели урон от огненных орудий империи. Осада продолжалась с переменным успехом до конца года. Находясь в положении скорой сдачи города, Михаил II обратился за помощью к болгарскому хану Омуртагу.

### Битва с булгарами

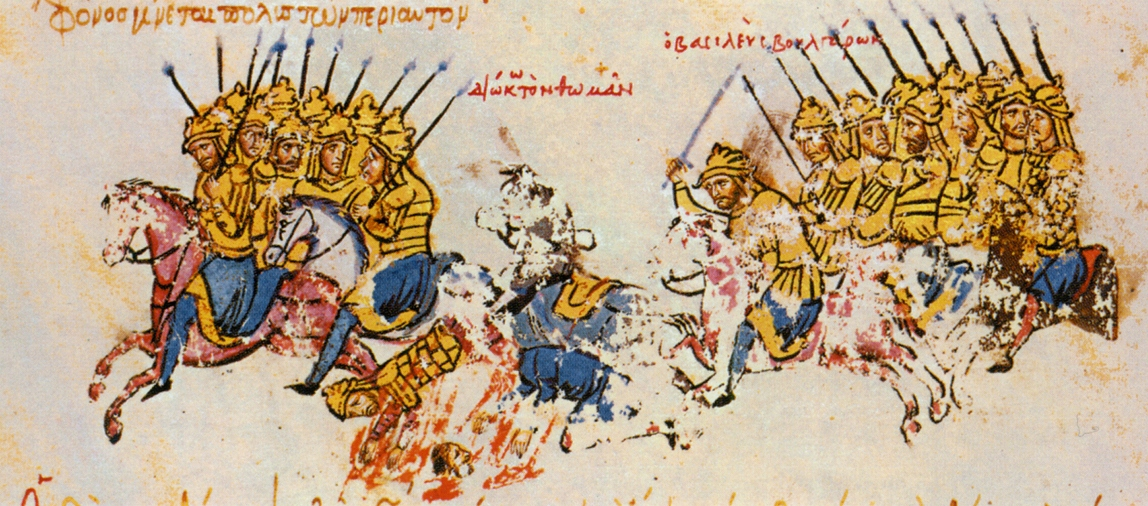
Сражение Фомы Славянина с Омуртагом.

Битва между войсками Омуртага и Фомы Славянина состоялась в марте или апреле 823 года в районе между Гераклеей и Силиври, в местности, именовавшейся Кидуктос (κατά τόν Κηδούκτου χώρον). Битва была ожесточённой, Фома потерпел поражение и отступил в горы. Булгары ушли с добычей.

### Битва на равнине Диабазис

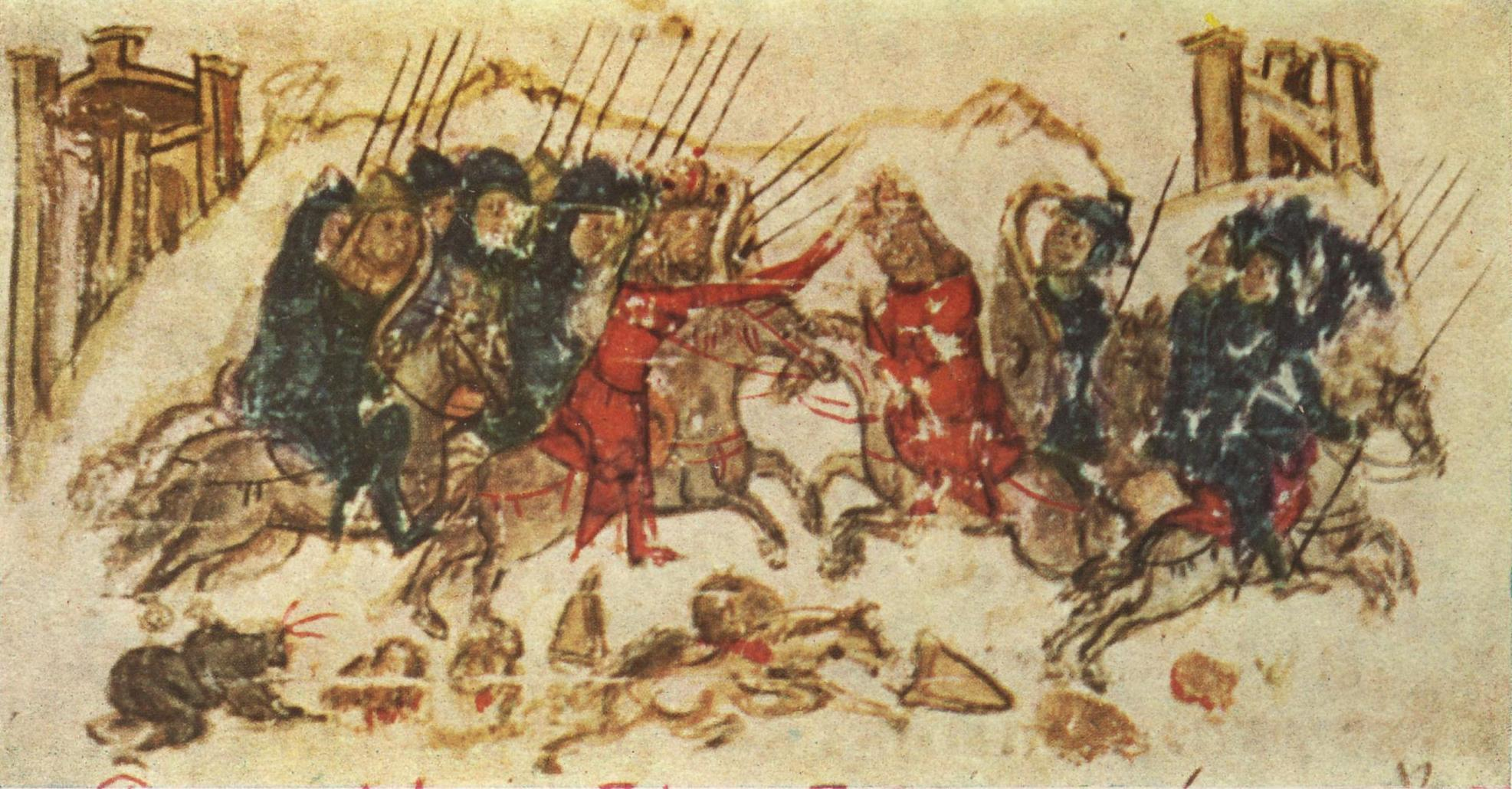
Император Михаил II наносит поражение Фоме Славянину.

Решающая битва императора Михаила II и его полководцев Катакилы и Ольвиана с Фомой произошла в равнине Диабазис, с запада от Константинополя. Фома пошёл в наступление, но проиграл. Часть его войск перешла на сторону императора. Фома с оставшимся войском бежал в Аркадиополь, где повстанцы продержались до конца года.

### Осада Аркадиополя

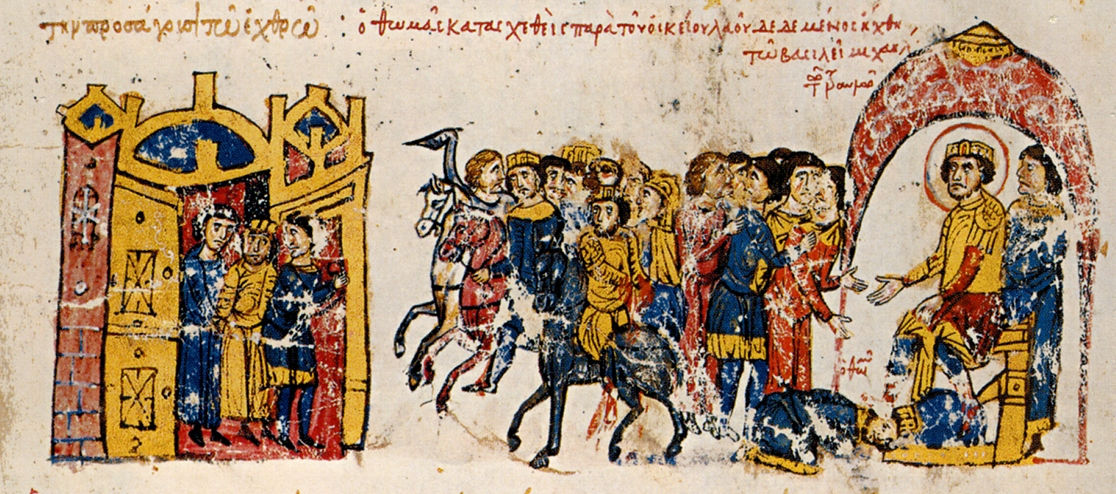
Фома Славянин пленён и на коленях перед императором Михаилом II (два отдельных изображения).

В конце 823 года голод в осаждённом императором Аркадиополе дошёл до того, что повстанцы ели лошадиную падаль. Были высланы из города неспособные носить оружие, женщины и дети. Когда из города начали бежать дезертиры, императору с их помощью удалось обещаниями амнистии устроить заговор внутри города против Фомы. Фома Славянин был выдан императору, его жестоко пытали и казнили.
После этого, силы Михаила II были направлены на подавление последних очагов сопротивления в других местах.